# 잔클레 홍수

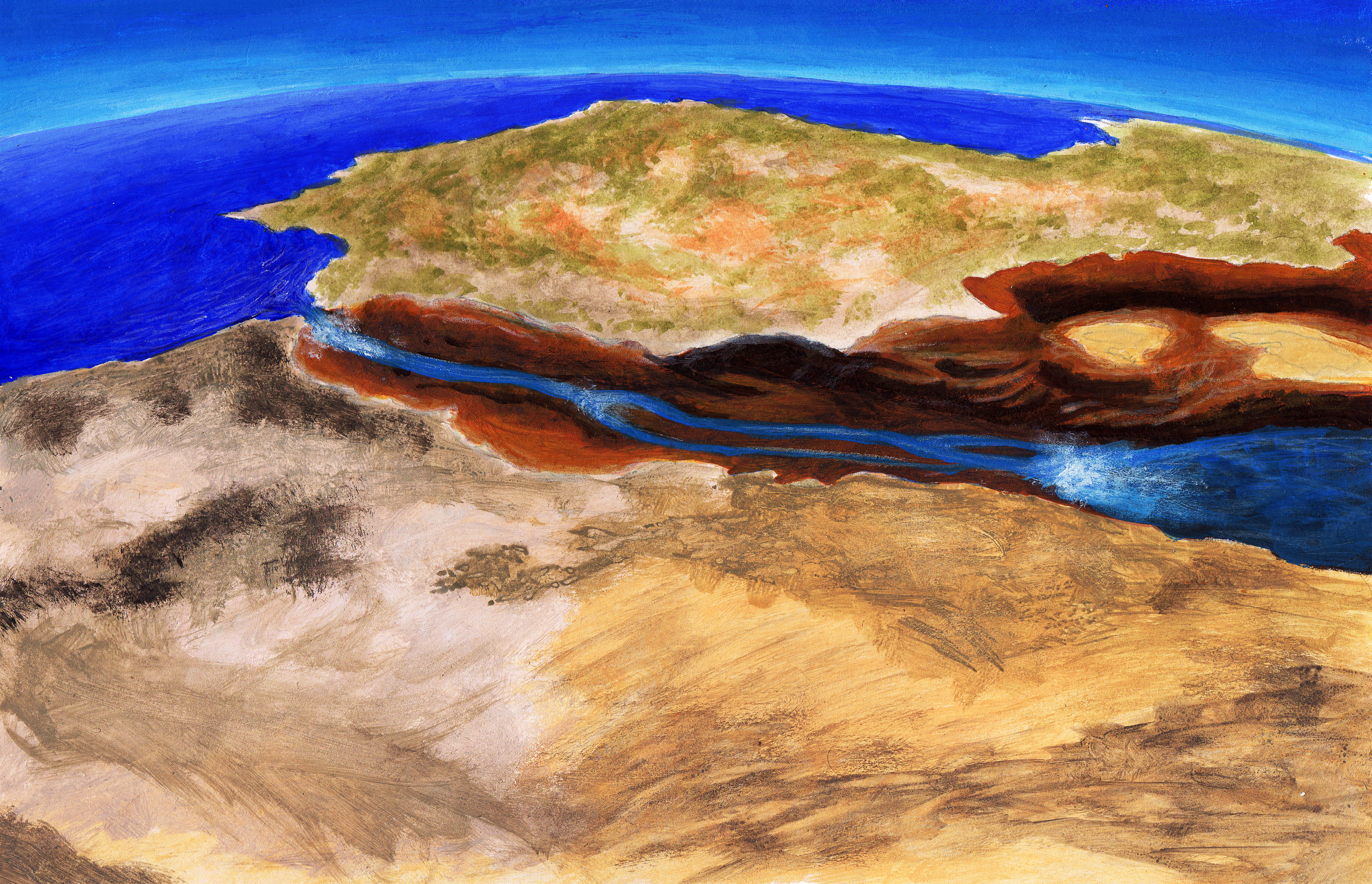

잔클레 홍수(Zanclean flood)는 지중해에 533만년전 들이닥친 대홍수이다. 지중해의 지브롤터 해협이 다시 열려 메시나절 염분 위기가 끝나고 잔클레절이 시작되었다. 국제적인 심해저 시추 프로젝트인 심해굴착계획의 결과로 규명되었다. 대서양의 바닷물이 지중해로 108 m3/s의 속도로 들이닥쳤다고 계산되는데 이는 아마존강의 유량의 1000배에 달한다.

## 같이 보기
- 아틀란트로파